# Церковь Лаппеэнранты
Церковь Лаппеэнранты (фин. Lappeenrannan kirkko) — кирха, находящаяся в финском городе Лаппеэнранта. Является одной из главных достопримечательностей города.

## История

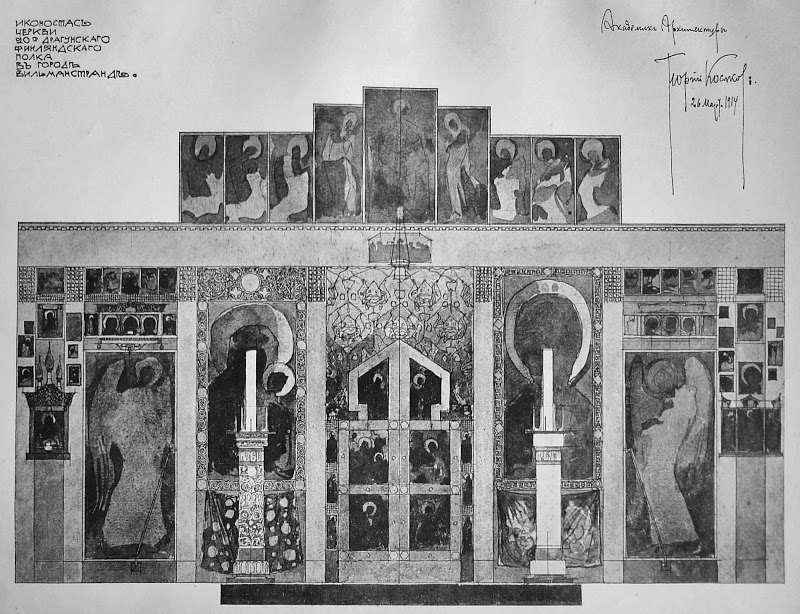
Проект иконостаса церкви

Здание было заложено в 1913 году как церковь расположенного здесь 20-го драгунского финляндского полка, а также как памятник 300-летию дома Романовых. Автором проекта стал петербургский архитектор Г. А. Косяков.
В связи с началом Первой мировой войны строительство не было завершено. После обретения Финляндией независимости здание было реконструировано для нужд лютеранской церкви и освящено в 1925 году.

## Описание
Ввиду того что изначально здание предназначалось для нужд православной церкви, архитектура строения имеет достаточно значимые отличия от построек, изначально планировавшихся как лютеранские. Это массивное здание из красного кирпича в неовизантийском стиле, которое венчают пять куполов — один большой в центре и четыре поменьше по углам основного корпуса.

## Современное состояние
В настоящее время здание используется как главная церковь прихода Лаппеэнранта, входящего в диоцез Миккели.